# Christopher Miles (réalisateur)
Pour les articles homonymes, voir Christopher Miles.
Christopher Miles, né le 19 avril 1939 à Londres et mort le 15 septembre 2023, est un réalisateur britannique.

## Biographie

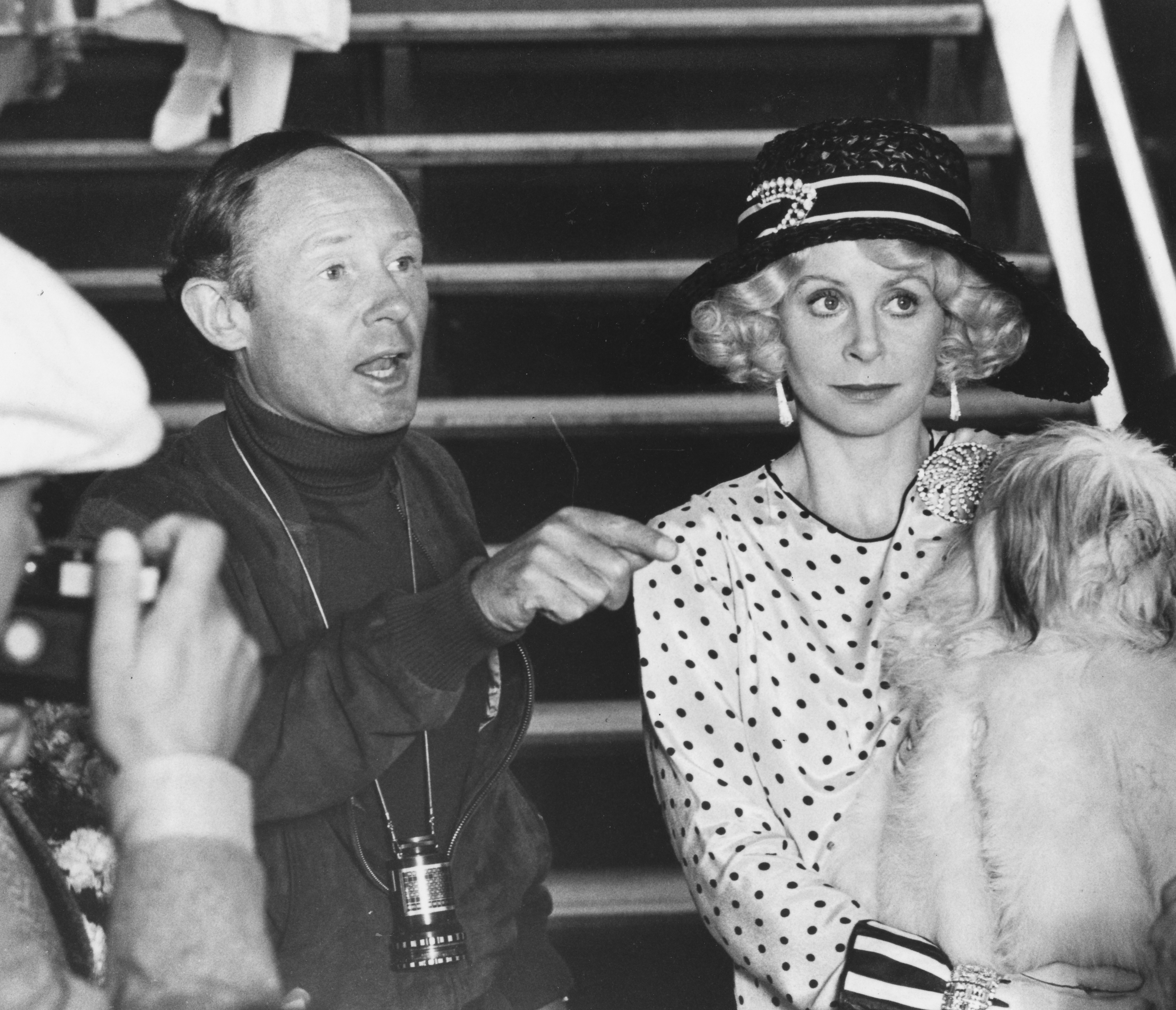
Christopher Miles dirige sa sœur Sarah Miles en 1980.

Christopher Miles naît à Londres, il est l'aîné d'une famille de quatre enfants. En 1957, alors qu'il est encore au Winchester College, il est le premier à montrer un film 8 mm à la télévision, à l'invitation du programme de la BBC All Your Own. À l'âge de 19 ans, suspecté d'être un espion, il est emprisonné en Chine communiste pour avoir filmé à Qinhuangdao. En fait il réalisait un film pour la Silver Line. Il est relâché après vingt heures d'interrogatoire non-stop. Par la suite, il décide d'étudier la réalisation audiovisuelle à l'Institut des hautes études cinématographiques à Paris. Pendant ses vacances d'été, il tourne À Vol d'Oiseau projeté au Studio 28, un cinéma parisien. En 1967 il se marie à Chelsea, où il vit avec sa femme Suzy jusqu'en 1993. Leur fille Sophie est peintre. Christopher est vice-président de la D. H. Lawrence Society. À la suite de la réalisation de son premier film, il réussit à convaincre les frères John et Roy Boulting de financer un film en 35 mm intitulé The Six-Sided Triangle qu'il réalise en 1963. Le film a été nommé lors de la cérémonie des Oscars. Par la suite il réalise plusieurs films pour le cinéma et la télévision britannique.

## Filmographie
- 1962 : À Vol d'Oiseau
- 1963 :The Six-Sided Triangle
- 1964 : Rhythm 'n' Greens
- 1965 : Up Jumped a Swagman
- 1967 : Rue Lepic Slow Race
- 1970 : La Vierge et le Gitan (The Virgin and the Gypsy)
- 1972 : Le Temps d'aimer (A Time for Loving)
- 1972 : Zinotchka - TV
- 1974 : Les Bonnes
- 1975 : That Lucky Touch
- 1977 : Alternative 3 - TV
- 1978 : Neck TV
- 1981 : Priest of Love
- 1982 : Daley's Decathlon - TV
- 1983 : Marathon - TV
- 1984 : Aphrodisias - City of Aphrodite - TV
- 1986 : Lord Elgin and Some Stones of No Value - TV
- 1994 : Cyclone Warning Class 4 - TV
- 1997 : Love in the Ancient World - TV 3x1hr
- 2000 : The Clandestine Marriage
- 2004 : Fire from Olympia - TV

## Théâtre
- Skin of Our Teeth (1973)

## Nominations et récompenses
- 1964 : Nommé pour un Oscar pour The Six-Sided Triangle.
- 1970 : Nommé pour La Vierge et le Gitan au Festival du film de Taormine. 
  - Présenté hors compétition au Festival de Cannes[2].
- 1971 : National Board of Review États-Unis - meilleur film 1971 - La Vierge et le Gitan.
- 2000 : Meilleur film au Newport Beach Film Festival.